# Yên Thượng
Yên Thượng là một xã thuộc huyện Chợ Đồn, tỉnh Bắc Kạn, Việt Nam.

## Địa lý
Xã Yên Thượng có vị trí địa lý:
- Phía bắc giáp xã Bản Thi
- Phía đông giáp các xã Ngọc Phái, Bằng Lãng và thị trấn Bằng Lũng
- Phía nam giáp xã Bằng Lãng và xã Lương Bằng
- Phía tây giáp xã Yên Thịnh và tỉnh Tuyên Quang.

Xã Yên Thượng có diện tích 50,26 km², dân số năm 2019 là 1.264 người, mật độ dân số đạt 25 người/km².
Xã có tỉnh lộ 255 đi qua địa bàn. Yên Thượng có nhiều khe suối nhỏ với hai hướng chính là chảy về phía bắc về hệ thống sông Gâm và chảy về phía nam xuống hệ thống sông Phó Đáy.

## Hành chính
Xã Yên Thượng được chia thành các thôn bản: Nà Nhàm, Nà Mền, Pắc Cộp, Bây, Liên, Che Ngù, Nà Mòn, Nà Cà, Nà Huống, Nà Khuốt.